# Linea Sennichimae
La linea Sennichimae (千日前線?, Sennichimae-sen), anche chiamata linea 5 o linea S in quanto le stazioni sono indicate con questa lettera, è una delle linee della metropolitana di Osaka, nella città di Osaka, in Giappone. La linea scorre da ovest a est, parallela alla linea Chūō e alla linea Nagahori Tsurumi-ryokuchi. 
È prevista in futuro un'espansione a sud oltre l'attuale capolinea di Minami-Tatsuno fino alla stazione di Mito, dove intercetterà le Ferrovie Kintetsu.

## Storia
- 16 aprile 1969: inaugurazione della prima tratta Nodahanshin - Sakuragawa
- 25 luglio 1969: inaugurazione della seconda tratta Tanimachi Kyūchōme - Imazato
- 10 settembre 1969: estensioneImazato - Shin-Fukae
- 11 marzo 1970: estensione centrale Sakuragawa - Tanimachi Kyūchōme
- 2 dicembre 1981: completamento dell'assetto attuale con l'estensione Shin-Fukae - Minami-Tatsumi

### Futuro
È prevista in futuro un'estensione a sud oltre l'attuale capolinea di Minami-Tatsuno fino alla stazione di Mito, dove intercetterà le Ferrovie Kintetsu. Al momento tuttavia non sono garantiti i fondi per la realizzazione dell'estensione.

## Stazioni
| Codice | Stazione           | Giapponese | Distanza intermedia | Distanza totale | Collegamenti | Posizione      |
| ------ | ------------------ | ---------- | ------------------- | --------------- | --- | -------------- |
| S11    | Nodahanshin        | 野田阪神   | -                   | 0.0             | Ferrovie Hanshin: Linea principale Hanshin (stazione di Noda) West Japan Railway Company: Linea JR Tōzai (presso la stazione di Ebie) | Fukushima-ku   |
| S12    | Tamagawa           | 玉川       | 0.6                 | 0.6             | West Japan Railway Company: Linea Circolare di Ōsaka (presso la stazione di Noda) | Fukushima-ku   |
| S13    | Awaza              | 阿波座     | 1.3                 | 1.9             | Metropolitana di Osaka: Linea Chūō | Nishi-ku       |
| S14    | Nishi-Nagahori     | 西長堀     | 1.0                 | 2.9             | Metropolitana di Osaka: Linea Nagahori Tsurumi-ryokuchi | Nishi-ku       |
| S15    | Sakuragawa         | 桜川       | 0.9                 | 3.8             | Ferrovie Hanshin: Linea Hanshin Namba ■ Ferrovie Nankai: Linea Nankai Kōya (presso la stazione di Shiomibashi) | Naniwa-ku      |
| S16    | Namba              | 難波       | 1.1                 | 4.9             | Metropolitana di Osaka: Linea Yotsubashi Linea Midōsuji ■ Ferrovie Nankai: Linea principale Nankai e Linea Nankai Kōya Ferrovie Kintetsu: Linea Kintetsu Namba (stazione di Ōsaka Namba) Ferrovie Hanshin: Linea Hanshin Namba (stazione di Ōsaka Namba) West Japan Railway Company: Linea principale Kansai（Linea Yamatoji）alla stazione di Namba JR | Chūō-ku        |
| S17    | Nippombashi        | 日本橋     | 0.7                 | 5.6             | Metropolitana di Osaka: Linea Sakaisuji Ferrovie Kintetsu: Linea Kintetsu Namba (stazione di Kintetsu Nippombashi) | Chūō-ku        |
| S18    | Tanimachi Kyūchōme | 谷町九丁目 | 1.0                 | 6.6             | Metropolitana di Osaka: Linea Tanimachi Ferrovie Kintetsu: Linea Kintetsu Ōsaka, Linea Kintetsu Namba (stazione di Ōsaka Uehommachi) | Tennōji-ku     |
| S19    | Tsuruhashi         | 鶴橋       | 1.1                 | 7.7             | Ferrovie Kintetsu: Linea Kintetsu Ōsaka West Japan Railway Company: Linea Circolare di Ōsaka | Tennōji-ku     |
| S20    | Imazato            | 今里       | 1.5                 | 9.2             | Metropolitana di Osaka: Linea Imazatosuji | Higashinari-ku |
| S21    | Shin-Fukae         | 新深江     | 0.9                 | 10.1            | | Higashinari-ku |
| S22    | Shōji              | 小路       | 1.0                 | 11.1            | | Ikuno-ku       |
| S23    | Kita-Tatsumi       | 北巽       | 0.9                 | 12.0            | | Ikuno-ku       |
| S24    | Minami-Tatsumi     | 南巽       | 1.1                 | 13.1            | | Ikuno-ku       |